# Зельонка (Воломінський повіт)
Зельо́нка (пол. Zielonka) — місто в центральній Польщі.
Належить до Воломінського повіту Мазовецького воєводства.

## Демографія
Демографічна структура станом на 31 березня 2011 року:
|          | Загалом | Допрацездатний вік | Працездатний вік | Постпрацездатний вік |
| -------- | ------- | ------------------ | ---------------- | -------------------- |
| Чоловіки | 8181    | 1692               | 5367             | 1122                 |
| Жінки    | 9213    | 1721               | 5268             | 2224                 |
| Разом    | 17394   | 3413               | 10635            | 3346                 |